# 2020年亚洲场地自行车锦标赛
2020年亚洲场地自行车锦标赛是第40届亚洲场地自行车锦标赛，于2019年10月17日至21日在韩国镇川郡的镇川国家训练中心自行车馆进行。此次比赛是2020年东京奥运的积分赛之一，原定于2020年进行，然而由于2020年东京奥运场地自行车积分截止日期的关系，比赛被提前至2019年进行，尽管提前进行，比赛仍以“2020年亚洲场地锦标赛”（2020 Asian Track Championship）的名义进行。

## 奖牌得主

### 男子
| 项目        | 金牌                                                        | 银牌                                     | 铜牌                                     |
| 个人竞速赛  | 阿茲祖哈斯尼阿旺 · 马来西亚                                 | 脇本雄太 · 日本                          | 深谷知廣 · 日本                          |
| 1公里计时赛 | 安德烈·楚蓋 ·                                               | 穆罕默德·法迪勒·穆赫德·佐尼斯 · 马来西亚 | 刘琦 · 中国                              |
| 竞轮赛      | 脇本雄太 · 日本                                             | 阿茲祖哈斯尼阿旺 · 马来西亚              | 新田祐大 · 日本                          |
| 个人追逐赛  | 朴相訓 ·                                                    | Alisher Zhumakan ·                       | 閔慶浩 ·                                 |
| 记分赛      | 金裕郎 ·                                                    | Bernard Benyamin van Aert · 印度尼西亞   | Roman Vassilenkov ·                      |
| 集体出发赛  | 繆正賢 · 香港                                               | Alisher Zhumakan ·                       | Bernard Benyamin van Aert · 印度尼西亞   |
| 全能赛      | 桥本英也 · 日本                                             | 阿尔乔姆·扎哈罗夫 ·                      | 申東寅 ·                                 |
| 麦迪逊赛    | · 申東寅 · 金裕郎                                           | 日本 · 桥本英也 · 窪木一茂               | · 阿尔乔姆·扎哈罗夫 · Roman Vassilenkov  |
| 团体竞速赛  | 日本 · 雨谷一樹 · 新田祐大 · 深谷知广                       | 中国 · 周瑜 · 罗泳佳 · 张淼              | · 金東河 · 金成樹 · 石惠潤               |
| 团体追逐赛  | 日本 · 近谷涼 · 今村骏介 · 窪木一茂 · 泽田桂太郎 · 桥本英也 | · 朴相訓 · 申東寅 · 閔慶浩 · 林載淵      | 香港 · 繆正賢 · 梁嘉儒 · 張敬樂 · 梁峻榮 |

### 女子
| 项目        | 金牌                                | 银牌                                   | 铜牌                                              |
| 个人竞速赛  | 李慧詩 · 香港                       | 钟天使 · 中国                          | 小林優香 · 日本                                   |
| 500米计时赛 | 陈飞飞 · 中国                       | 金秀賢 ·                               | 法特哈·穆斯塔法 · 马来西亚                        |
| 竞轮赛      | 李慧詩 · 香港                       | 小林優香 · 日本                        | 李惠珍 ·                                          |
| 个人追逐赛  | 李珠美 ·                            | 梁寶儀 · 香港                          | 罗苡玮 · 新加坡                                   |
| 记分赛      | 奥莉加·扎别林斯卡娅 ·               | 罗雅凛 ·                               | 梁寶儀 · 香港                                     |
| 集体出发赛  | 古山稀绘 · 日本                     | Rinata Sultanova ·                     | 沈珊荣 · 中国                                     |
| 全能赛      | 梶原悠未 · 日本                     | 王笑飞 · 中国                          | 李思穎 · 香港                                     |
| 麦迪逊赛    | 香港 · 楊倩玉 · 逄瑤                | 中国 · 王笑飞 · 刘佳丽                 | · 柳善河 · 罗雅凛                                 |
| 团体竞速赛  | 中国 · 莊偉 · 张琳茵 · 陈飞飞       | · 金秀賢 · 李惠珍                      | 马来西亚 · 法特哈·穆斯塔法 · 阿尼斯·阿米拉·羅西迪 |
| 团体追逐赛  | · 李珠美 · 罗雅凛 · 金賢智 · 張秀智 | 中国 · 王笑飞 · 刘佳丽 · 曹媛 · 黄芷琳 | 日本 · 梶原悠未 · 古山稀绘 · 中村妃智 · 鈴木奈央  |

## 奖牌榜
*   主办国家/地区
| 排名                     | 国家 / 地区              | 金牌 | 銀牌 | 銅牌 | 总计 |
| ------------------------ | ------------------------ | ---- | ---- | ---- | ---- |
| 1                        | 日本（JPN）              | 6    | 3    | 4    | 13   |
| 2                        | （KOR）*                 | 5    | 4    | 5    | 14   |
| 3                        | 中國香港（HKG）          | 4    | 1    | 3    | 8    |
| 4                        | 中國（CHN）              | 2    | 5    | 2    | 9    |
| 5                        | （KAZ）                  | 1    | 4    | 2    | 7    |
| 6                        | 马来西亚（MAS）          | 1    | 2    | 2    | 5    |
| 7                        | （UZB）                  | 1    | 0    | 0    | 1    |
| 8                        | 印度尼西亞（INA）        | 0    | 1    | 1    | 2    |
| 9                        | 新加坡（SGP）            | 0    | 0    | 1    | 1    |
| 总计（共9个国家 / 地区） | 总计（共9个国家 / 地区） | 20   | 20   | 20   | 60   |